# Gerald Jung
Gerald Jung (* 1956 in Kaiserslautern) ist ein deutscher Übersetzer und Journalist.

## Biografie
Jung absolvierte sein Studium für Anglistik, Amerikanistik und Germanistik in Heidelberg und Berlin.
Er arbeitet als Journalist in den Bereichen Film, Musik und Literatur. Daneben ist er als Übersetzer tätig und überträgt aus dem englischen Belletristik, Kinder- und Jugendbücher, mit dem Schwerpunkt Science-Fiction und Fantasy sowie Drehbücher und Sachbücher. Er arbeitet dabei häufig mit Katharina Orgaß zusammen.

## Preise und Stipendien
- 2002: Stipendiat der Berliner Übersetzerwerkstatt. im Literarischen Colloquium Berlin.
- 2006: Auszeichnung für die Übertragung von John Barnes The Sky so Big and Black mit dem Kurd-Laßwitz-Preis für die beste Übersetzung[2]

## Übersetzungen (Auswahl)
- Allan Cole, Chris Bunch: Der Stern der Rebellen. (Sten, 1982), übersetzt von Gerald Jung. Goldmann, München 1996, ISBN 3-442-25000-5. (sowie der gesamte siebenteilige Sten-Zyklus des Autorenduos)
- Jeffery Deaver: Lautloses Duell (The Blue Nowhere) Goldmann, München 2002, ISBN 3-442-45145-0.
- Conn Iggulden: Imperator Teil 1: Die Tore von Rom. Blanvalet, München 2009, ISBN 978-3-442-37294-2.
- Joanne Harris: Der leuchtende Stein. cbt, München 2009, ISBN 978-3-570-30515-7.
- Ally Kennen:  Völlig durchgeknallt. dtv, München 2010, ISBN 978-3-423-71381-8.
- Ally Kennen: Beast. dtv, München 2009, ISBN 978-3-423-71337-5.
- David Liss: Die Falschspieler btb, München 2004, ISBN 3-442-75127-6.
- Mary E. Pearson:  Zwei und dieselbe Verlag S. Fischer, Frankfurt am Main 2009, ISBN 978-3-596-85337-3. (Originaltitel: The adoration of Jenna Fox)
- Terry Pratchett, Stephen Briggs (Hrsg.):  Witz und Weisheit der Scheibenwelt. Goldmann, München 2010, ISBN 978-3-442-47141-6.
- Jonathan Stroud: Bartimäus-Trilogie. Teil 1: Das Amulett von Samarkand. Blanvalet, München 2006, ISBN 3-442-36402-7.
- Jonathan Stroud: Bartimäus-Trilogie. Teil 2: Das Auge des Golem. Blanvalet, München 2008, ISBN 978-3-442-37003-0.
- Jonathan Stroud: Bartimäus-Trilogie. Teil 3: Die Pforte des Magiers. Blanvalet, München 2008, ISBN 978-3-442-36801-3.
- Jonathan Stroud: Der Ring des Salomo. cbj, München 2010, ISBN 978-3-570-13967-7.
- David Whitley:  Die Stadt der verkauften Träume. Goldmann, München 2009, ISBN 978-3-442-46691-7. (Originaltitel: The Midnight Charter)
- Terry Pratchett: Steife Prise. Manhattan Verlag, 2012, ISBN 978-3-442-54705-0. (Originaltitel: Snuff)
- Terry Pratchett: Toller Dampf voraus. Manhattan Verlag, 2013, ISBN 978-3-442-54751-7. (Originaltitel: Raising Steam)

## Hörbuchproduktionen
- Dale Peck: Drifthaus. Die erste Reise. Gelesen von Ulrike Möckel. Übersetzung: Gerald Jung und Katharina Orgaß. Argon Verlag, 2006, ISBN 3-86610-091-4.